# Уаикаремоана
Уаикаремоана (маори Waikaremoana) — озеро в восточной части Северного острова в Новой Зеландии на территории природоохранной зоны Те-Уревера. Расположено в 60 км к северо-западу от города Уаироа и в 80 км к юго-западу от города Гисборн. Площадь — 54 км².
Самое глубокое озер Северного острова (256 м), поверхность Уаикаремоаны находится на высоте 600 м над уровнем океана.
В переводе с языка маори название озера означает «море колеблющихся вод». Для маорийских племён Нгаи-Тухоэ, Нгати-Руапани и Нгати-Кахунгуну, которые проживают на берегу Уаикаремоаны, озеро является священным. Европейцами Уаикаремоана было открыто в 1844 году.
Озеро сформировалось около 2200 лет назад в результате крупного оползня, который перегородил реку Ваикаретахеке. Согласно же легендам оно было образовано древним предком местных племён по имени Хаумапухиа.
Город Уаикаремоана, расположенный на северо-восточном побережье, является курортным центром.

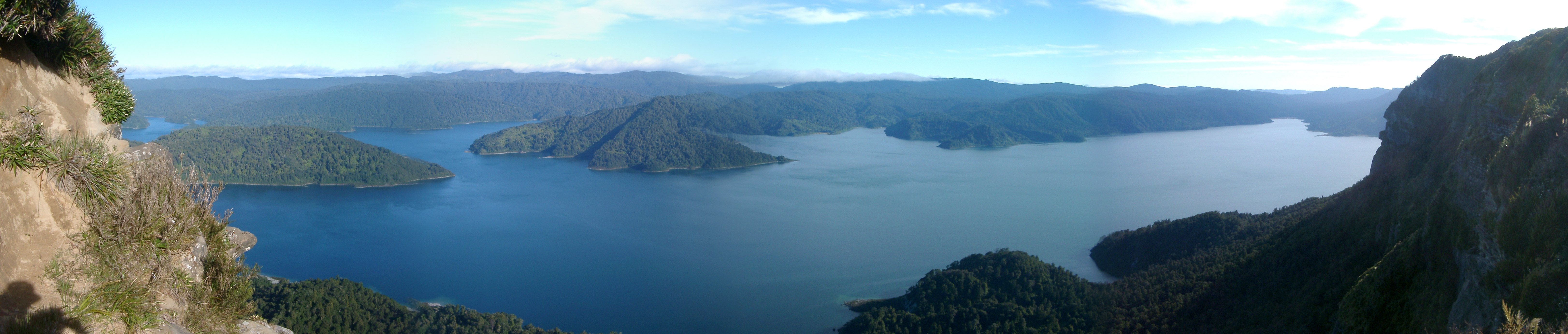